# Publi Eli Petus (cònsol 201 aC)
Publi Eli Petus (en llatí: Publius Aelius Q. f. Paetus) va ser un magistrat romà. Formava part de la gens Èlia, i era de la família dels Petus. Probablement era fill del pontífex Quint Eli Petus.
El 204 aC va ser edil plebeu, i el 203 aC, pretor amb la jurisdicció urbana, càrrec sota el qual proclamà la supplicatio d'un dia per commemorar la derrota de Sífax de Numídia, i una altra de cinc dies per commemorar la sortida d'Hanníbal d'Itàlia. El 202 aC va ser mestre de la cavalleria del dictador Gai Servili Gemin, i va ser finalment cònsol el 201 aC junt amb Gneu Corneli Lèntul. En aquest darrer, any Escipió va obtenir la victòria final sobre Hanníbal a Zama. Petus tenia com a província a Itàlia, i va resoldre un conflicte amb els bois i va fer un tractat amb els ingauns de Ligúria.
Al final del seu període, va ser nomenat decemvir per la distribució de terres a Àfrica entre els veterans d'Escipió. A continuació, va ser triumvir junt amb el seu germà Sext Eli Petus i Gai Corneli Ceteg per arranjar la situació a Nàrnia, on la població local exigia que hi hagués més colons perquè hi havia gent que s'atribuïa la condició sense ser-ho realment. El 199 aC va ser censor amb Escipió l'Africà. Després va ser nomenat àugur.
Va morir el 174 aC durant una pesta que va afectar la ciutat de Roma. Era considerat un bon jurista.